# Студёнка (Липецкая область)
Студёнка (Плоская Студёнка) — деревня Березнеговатского сельсовета Добринского района Липецкой области.

## География
Деревня Студёнка расположена к югу от села Березнеговатка, к востоку от автодороги Березнеговатка — Георгиевка.
Представлена одной улицей (Отрадная), которая повторяет изгибы реки Плавица.
Жилые дома расположены по одну сторону от улицы (между улицей и рекой).

## История
Основана выселившимися сюда однодворцами с. Студенец (ныне в черте г. Липецка) в середине XVIII в. Название — по прежнему месту жительства переселенцев.
Студенка упоминается в документах 1782 года.

## Население
| 2010 |
| ---- |
| 119  |

В 1911 г. в деревне было 1025 жителей.
В начале XX века в деревне было два двора молокан.